# Accipiter butleri
El gavilán de Nicobar (Accipiter butleri) es una especie de ave accipitriforme de la familia Accipitridae.
Es endémica de la islas Nicobar de la India.
Hay dos subespecies, la especie nominal se encuentra en Car Nicobar, en el norte del archipiélago, y A. b. obsoletus, en Katchal y Camorta en la parte central de las Nicobar. Un espécimen de museo se atribuyó inicialmente a esta especie de la isla de Gran Nicobar, pero más tarde se hallaría que era un mal identificado gavilán Besra (Accipiter virgatus).
Su hábitat natural son los bosques secos de tierras bajas. Está amenazado por la pérdida de hábitat.